# Argos Volley
Argos Volley – włoski męski klub siatkarski, powstały w 1975 r. w Sorze. Obecnie drużyna występuje w Serie A pod nazwą Biosì Indexa Sora.

## Bilans sezon po sezonie
| Sezon                | Miejsce |
| -------------------- | ------- |
| 2005/2006 - Serie B2 |         |
| 2006/2007 - Serie B2 |         |
| 2007/2008 - Serie B2 | 1       |
| 2008/2009 - Serie B1 | 1       |
| 2009/2010 - Serie A2 | 5       |
| 2010/2011 - Serie A2 | 9       |
| 2011/2012 - Serie A2 | 5       |
| 2012/2013 - Serie A2 | 3       |
| 2013/2014 - Serie A2 | 3       |
| 2014/2015 - Serie A2 | 2       |
| 2015/2016 - Serie A2 | 2       |
| 2016/2017 - Serie A1 | 13      |
| 2017/2018 - Serie A1 | 13      |
| 2018/2019 - Serie A1 | 9       |

Poziom rozgrywek:
     pierwszy, najwyższy ogólnokrajowy
     drugi
     trzeci
     czwarty

## Kadra

### Sezon 2019/2020
| Nr | Imię i nazwisko                      | Data ur. | Wzrost | Pozycja      |
| -- | ------------------------------------ | -------- | ------ | ------------ |
| 1  | Manuel Alfieri                       | 1998     | 190    | rozgrywający |
| 2  | Alessandro Sorgente                  | 1993     | 185    | libero       |
| 4  | Edoardo Caneschi                     | 1997     | 205    | środkowy     |
| 5  | Kupono Fey                           | 1995     | 196    | przyjmujący  |
| 7  | João Rafael Ferreira (do 27.02.2020) | 1993     | 192    | przyjmujący  |
| 8  | Stijn Van Tilburg                    | 1996     | 203    | przyjmujący  |
| 9  | Branimir Grozdanow                   | 1994     | 198    | przyjmujący  |
| 12 | Simone Scopelliti                    | 1994     | 205    | środkowy     |
| 14 | Pierpaolo Mauti                      | 1995     | 190    | libero       |
| 15 | Roberto Battaglia                    | 2000     | 197    | przyjmujący  |
| 17 | Radziwon Miskiewicz                  | 1995     | 196    | atakujący    |
| 18 | Gabriele Di Martino                  | 1997     | 199    | środkowy     |
| 26 | Mattia Farina                        | 2001     | 202    | przyjmujący  |
| 77 | Murilo Radke                         | 1989     | 198    | rozgrywający |

### Sezon 2018/2019
| Nr | Imię i nazwisko                | Data ur. | Wzrost | Pozycja      |
| -- | ------------------------------ | -------- | ------ | ------------ |
| 1  | Federico Marrazzo              | 1994     | 190    | rozgrywający |
| 3  | Michał Kędzierski              | 1994     | 194    | rozgrywający |
| 4  | Edoardo Caneschi               | 1997     | 205    | środkowy     |
| 5  | Kupono Fey                     | 1995     | 196    | przyjmujący  |
| 6  | Federico Bonami                | 1993     | 183    | libero       |
| 7  | João Rafael de Barros Ferreira | 1993     | 192    | przyjmujący  |
| 8  | Rasmus Nielsen                 | 1994     | 198    | przyjmujący  |
| 9  | Davide Esposito                | 1995     | 203    | środkowy     |
| 10 | Willian Bermudez               | 1994     | 205    | atakujący    |
| 14 | Pierpaolo Mauti                | 1995     | 190    | libero       |
| 15 | Dušan Petković                 | 1992     | 200    | atakujący    |
| 16 | Karol Rawiak                   | 1994     | 197    | przyjmujący  |
| 18 | Gabriele Di Martino            | 1997     | 199    | środkowy     |

### Sezon 2017/2018
| Nr | Imię i nazwisko      | Data ur. | Wzrost | Pozycja      |
| -- | -------------------- | -------- | ------ | ------------ |
| 1  | Federico Marrazzo    | 1994     | 190    | rozgrywający |
| 2  | Mitchell Penning     | 1995     | 204    | środkowy     |
| 4  | Edoardo Caneschi     | 1997     | 205    | środkowy     |
| 5  | Kupono Fey           | 1995     | 196    | przyjmujący  |
| 6  | Marco Lucarelli      | 1996     | 190    | przyjmujący  |
| 7  | Marco Santucci       | 1983     | 189    | libero       |
| 8  | Rasmus Nielsen       | 1994     | 198    | przyjmujący  |
| 9  | Mattia Rosso         | 1985     | 198    | przyjmujący  |
| 10 | Andrea Mattei        | 1993     | 202    | środkowy     |
| 11 | Alex Duncan-Thibault | 1994     | 200    | atakujący    |
| 12 | Georgi Seganow       | 1993     | 198    | rozgrywający |
| 14 | Pierpaolo Mauti      | 1995     | 190    | libero       |
| 15 | Dušan Petković       | 1992     | 200    | atakujący    |

### Sezon 2016/2017
| Nr | Imię i nazwisko     | Data ur. | Wzrost | Pozycja      |
| -- | ------------------- | -------- | ------ | ------------ |
| 1  | Federico Marrazzo   | 1994     | 190    | rozgrywający |
| 2  | Marco Corsetti      | 1994     | 192    | libero       |
| 3  | Swetosław Gocew     | 1990     | 202    | środkowy     |
| 5  | Nicola Tiozzo       | 1993     | 196    | przyjmujący  |
| 6  | Marco Lucarelli     | 1996     | 190    | przyjmujący  |
| 7  | Marco Santucci      | 1983     | 189    | libero       |
| 8  | Dienis Kalinin      | 1984     | 200    | przyjmujący  |
| 9  | Mattia Rosso        | 1985     | 198    | przyjmujący  |
| 10 | Andrea Mattei       | 1993     | 202    | środkowy     |
| 12 | Georgi Seganow      | 1993     | 198    | rozgrywający |
| 14 | Pierpaolo Mauti     | 1995     | 190    | libero       |
| 15 | Matteo Sperandio    | 1992     | 200    | środkowy     |
| 17 | Radziwon Miskiewicz | 1995     | 196    | atakujący    |
| 18 | Francesco De Marchi | 1986     | 193    | przyjmujący  |